# Câu lạc bộ bóng đá nữ Phong Phú Hà Nam
Câu lạc bộ bóng đá nữ Phong Phú Hà Nam là câu lạc bộ bóng đá nữ có trụ sở tại Ninh Bình, Việt Nam. Sân vận động Hà Nam với sức chứa 20.000 chỗ ngồi là sân nhà của câu lạc bộ. Hà Nam có 3 lần giành ngôi Á quân giải vô địch Quốc gia và 3 lần giành chức vô địch giải U19 Quốc gia.

## Đội hình
Tính đến ngày 11 tháng 6 năm 2019:
Ghi chú: Quốc kỳ chỉ đội tuyển quốc gia được xác định rõ trong điều lệ tư cách FIFA. Các cầu thủ có thể giữ hơn một quốc tịch ngoài FIFA.
| Số | VT | Quốc gia | Cầu thủ               |
| -- | -- | -------- | --------------------- |
| 1  | TM | Việt Nam | Trần Hải Yến          |
| 2  | HV | Việt Nam | Đỗ Thị Nguyên         |
| 4  | HV | Việt Nam | Trần Thị Vượng        |
| 5  | HV | Việt Nam | Lê Thị Thanh Lâm      |
| 6  | HV | Việt Nam | Bùi Thị Như (C)       |
| 7  | TV | Việt Nam | Nguyễn Thị Tuyết Dung |
| 8  | TV | Việt Nam | Nguyễn Thị Liễu       |
| 9  | TĐ | Việt Nam | Nguyễn Thị Hồng Cúc   |
| 10 | TĐ | Việt Nam | Lê Thu Thanh Hương    |
| 12 | HV | Việt Nam | Trần Thị Hồng Nhung   |
| 13 | TV | Việt Nam | Nguyễn Thị Quỳnh      |

| Số | VT | Quốc gia | Cầu thủ              |
| -- | -- | -------- | -------------------- |
| 15 | HV | Việt Nam | Nguyễn Thị Thùy Linh |
| 16 | TV | Việt Nam | Vũ Thị Thúy          |
| 17 | TV | Việt Nam | Trần Thị Lan Mai     |
| 18 | HV | Việt Nam | Trần Thị Thu Hồng    |
| 19 | TV | Việt Nam | Trần Thị Duyên       |
| 22 | TV | Việt Nam | Phạm Thị Tươi        |
| 25 | TM | Việt Nam | Nguyễn Thị Nụ        |
| 26 | TM | Việt Nam | Lại Thị Tuyết        |
| 28 | TV | Việt Nam | Trần Thị Lan Anh     |
| 30 | HV | Việt Nam | Nguyễn Thị Ngọc      |
| 33 | HV | Việt Nam | Trần Thị Trang       |

## Huấn luyện viên
| Các huấn luyện viên trưởng của Phong Phú Hà Nam \| - 1999-2006: Phạm Hải Anh - 1/2007-5/7/2007: Nguyễn Phúc Du - 5/7/2007-2008: Phạm Hải Anh - 2009: Lâm Ngọc Lập - 2010-2016: Văn Thị Thanh - 2017-: Nguyễn Thế Cường \| |
| - 1999-2006: Phạm Hải Anh - 1/2007-5/7/2007: Nguyễn Phúc Du - 5/7/2007-2008: Phạm Hải Anh - 2009: Lâm Ngọc Lập - 2010-2016: Văn Thị Thanh - 2017-: Nguyễn Thế Cường                                                       |

## Đội trưởng
| Các đội trưởng của Phong Phú Hà Nam \| - 2001-2010: Văn Thị Thanh - 2011-2016: n/a - 2017: Bùi Thị Như \| |
| - 2001-2010: Văn Thị Thanh - 2011-2016: n/a - 2017: Bùi Thị Như                                           |

## Thành tích tạiGiải Vô địch Quốc gia
| Thành tích tại Giải Vô địch Quốc gia | Thành tích tại Giải Vô địch Quốc gia | Thành tích tại Giải Vô địch Quốc gia | Thành tích tại Giải Vô địch Quốc gia | Thành tích tại Giải Vô địch Quốc gia | Thành tích tại Giải Vô địch Quốc gia | Thành tích tại Giải Vô địch Quốc gia | Thành tích tại Giải Vô địch Quốc gia | Thành tích tại Giải Vô địch Quốc gia |
| Năm                                  | Thành tích                           | St                                   | T                                    | H                                    | B                                    | Bt                                   | Bb                                   | Điểm                                 |
| ------------------------------------ | ------------------------------------ | ------------------------------------ | ------------------------------------ | ------------------------------------ | ------------------------------------ | ------------------------------------ | ------------------------------------ | ------------------------------------ |
| 2001                                 | Thứ 5                                | -                                    | -                                    | -                                    | -                                    | -                                    | -                                    | -                                    |
| 2002                                 | Vòng bảng                            | 3                                    | 1                                    | 1                                    | 1                                    | 4                                    | 2                                    | 4                                    |
| 2003                                 | Thứ 4                                | -                                    | -                                    | -                                    | -                                    | -                                    | -                                    | -                                    |
| 2004                                 | Thứ 3                                | 10                                   | 5                                    | 3                                    | 2                                    | 14                                   | 9                                    | 18                                   |
| 2005                                 | Thứ 3                                | 10                                   | 4                                    | 4                                    | 2                                    | 18                                   | 7                                    | 16                                   |
| 2006                                 | Thứ 5                                | 10                                   | 4                                    | 2                                    | 4                                    | 7                                    | 10                                   | 14                                   |
| 2007                                 | Thứ 5                                | 10                                   | 3                                    | 1                                    | 6                                    | 10                                   | 16                                   | 10                                   |
| 2008                                 | Thứ 5                                | 10                                   | 3                                    | 1                                    | 6                                    | 11                                   | 12                                   | 10                                   |
| 2009                                 | Thứ 5                                | 10                                   | 2                                    | 3                                    | 5                                    | 6                                    | 13                                   | 9                                    |
| 2010                                 | Thứ 4                                | 10                                   | 4                                    | 2                                    | 4                                    | 9                                    | 11                                   | 14                                   |
| 2011                                 | Á quân                               | 10                                   | 6                                    | 1                                    | 3                                    | 14                                   | 6                                    | 19                                   |
| 2012                                 | Thứ 4                                | 10                                   | 5                                    | 2                                    | 3                                    | 19                                   | 14                                   | 17                                   |
| 2013                                 | Thứ 3                                | 10                                   | 5                                    | 2                                    | 3                                    | 13                                   | 5                                    | 17                                   |
| 2014                                 | Á quân                               | 10                                   | 7                                    | 1                                    | 2                                    | 16                                   | 7                                    | 22                                   |
| 2015                                 | Thứ 3                                | 12                                   | 7                                    | 2                                    | 3                                    | 22                                   | 9                                    | 23                                   |
| 2016                                 | Thứ 3                                | 14                                   | 10                                   | 3                                    | 1                                    | 33                                   | 3                                    | 33                                   |
| 2017                                 | Á quân                               | 14                                   | 8                                    | 4                                    | 2                                    | 23                                   | 3                                    | 28                                   |
| 2018                                 | Vô địch                              | 12                                   | 7                                    | 1                                    | 4                                    | 24                                   | 6                                    | 22                                   |
| 2019                                 | Thứ 4                                | 12                                   | 7                                    | 2                                    | 3                                    | 31                                   | 5                                    | 23                                   |
| 2020                                 | Thứ 4                                | 14                                   | 6                                    | 3                                    | 5                                    | 22                                   | 21                                   | 21                                   |
| 2021                                 | Thứ 5                                | 4                                    | 0                                    | 0                                    | 4                                    | 3                                    | 11                                   | 0                                    |
| 2022                                 | Thứ 5                                | 12                                   | 5                                    | 2                                    | 5                                    | 13                                   | 15                                   | 17                                   |